# 趙宗岐
趙 宗岐（ちょう しゅうき、1955年 - ）は、中国人民解放軍の軍人。2016年2月時点、西部戦区司令員を務める。階級は上将である。中国共産党党員であり、第18次党全国代表大会において党中央委員会委員に選出されている。

## 来歴
1955年、黒龍江省賓県に生まれる。1970年に人民解放軍に入隊する。雲南省駐屯の第14軍所属の兵士として配属された。その後、偵察分隊分隊長、小隊長代理を務める。1984年に第14軍司令部偵察処長となり、その後第14集団軍第40師団第118連隊連隊長、駐タンザニア武官、第14集団軍第40師団副参謀長、西蔵軍区第52山岳歩兵旅団旅団長、西蔵軍区副参謀長を歴任。1999年8月に西蔵軍区参謀長に就任。その後、重慶警備区副司令員となる。2004年12月、第14集団軍軍長となる。2007年6月、第13集団軍軍長に転任する。2008年1月、済南軍区参謀長及び軍区党委員会常任委員となる。2012年11月、済南軍区司令員及び軍区党委員会副書記となる。
2001年7月少将に昇格。2009年7月中将に昇格。2015年7月上将に昇格。
第18次党全国代表大会において党中央委員会委員に選出されている。